# まめっち

バンダイ本社ビル前のまめっち像 (2010年撮影)。

まめっち（ラテン文字表記：Mametch、Mametchi）は、バンダイの液晶ゲーム『たまごっち』およびその派生作品に登場する架空のキャラクター。初代たまごっちから登場。1期では「まめ属」、2期では「まめ族」。
テレビアニメ『たまごっち!』などのアニメ作品における声優は釘宮理恵。

## 概要
黒い耳を除いて全身黄色で、デフォルメした熊のような二頭身のデザイン。たまごっちプラスからは黒目に白いハイライトが入り、頬にチークが入るようになった。
性別はオス。初代シリーズでは性別の設定が無く、2期初期ではオスとメスの両方が存在していたが、2期後期から現在と同じくオスのみの設定になる。年齢は1期はアダルトっち（大人）だが、3期ではヤングっち（子供）という設定に変更された。尚、1期の『たまごっちボン』等の公式資料では当初は性別の概念がなかったが、女性物の水着を着ていたり、メスとして描かれている個体もいた。
まめっちに育てるには、お世話をまめにする（空腹や病気をすばやく処理する）ことが必要。また、たまっちにならないと、まめっちに変身させることはできない。
たまごっちシリーズのメディアミックス作品では初代シリーズから主人公格のキャラクターとして扱われている。
『たまごっちiD』以後のゲーム作品とテレビアニメ『たまごっち!』（以下「テレビアニメ版」）で設定されている誕生日は11月23日。
最新作『たまごっちパラダイス』では『ピンクランド』に登場。

## 性格
IQが250の超天才。生真面目だが、度を過ぎて融通がたまにきかない。
1期では一人称は「わたし」だが、2期以降からは「僕」に変更された。
1期では相手たまごっちには敬語で話し、さん付けで呼ぶが（「たまごっち研究レポート・たまごっちボン」参照。漫画版『みんなでたまごっち』では一人称は「僕」に変更されているが、相手のことはさん付けで呼ぶ）、2期以降やテレビアニメ版では敬語で話すものの相手を呼び捨てにしている。
1期では排泄を恥ずかしがったり、ご飯を食べる時に正座して上品に食べたり、まめっちの上品さや知能の高さが強調されている描写が多い（基本的にまめっち、みみっち、にんぎょっち（公的にメス）、ほとんどのメスっち以外のたまごっちは排泄を恥ずかしがらない）。
心優しく、相手を否定せず物事を中立的に考え、常に理性を保つことを心掛け、他人を傷つけたり争いごとを好まないフラットで接する平和的な性格が見受けられる。また、3期の映画版やテレビアニメ版では慈悲深く涙もろい面もみられる。
上記の生真面目で度を過ぎて融通がたまにきかないといった性格が漫画やテレビアニメ版において反映されている場面がみられる。
『GOGO! たまたま・たまごっち』では、スイカ割りをするだけでスイカを公平に切れるように切れ目をつける、そのスイカやケーキを割るときに無駄な計算をしたり、何が何でも完璧にしようとする完璧主義で要領が悪く、几帳面さが度が過ぎている描写がある。そうした度が過ぎた几帳面さにより、様々なことでミスをしたり周囲から呆れたりすることがある。また、真面目な性格上、ギャグが苦手でギャグができないまめっちがおやじっちに怒られる場面もある。　　　　　　　　　　　　　　　　　　　　　　　
『あっちこっち たまごっちタウン』ではあらゆる言葉の豆知識を読者に向けて説明するも、ネガティブな言葉も平気で言ってしまったり、まきこ・りんごっち・やんぐまめっちのアプローチでさえも気づかないほど空気を読むことができず、真面目な性格の上、ギャグに向いておらず、無理にそれを言おうとしても通用せず、説明しながら落ち込む場面がみられる。
テレビアニメ版の『たまごっち!』ラブリーたまとも編の第6話では、まめっちのバースデーパーティーのためのサプライズとして、たまとも含めたクラスメイトがまめっちを無視する作戦を行い、落ち込んでいる様子のまめっちをラブリっちが、サプライズと気づかれないように嘘の説得を試みるも、まめっちは自分が排除されていると勝手に解釈して強く思い込み、たまともに不信感を抱いたり、『たまごっち!』ゆめきらドリーム編の第20話では、まめっちがドリフェスで開催された自作ロボットのコンテストで優勝を逃してしまったことに、同居先のいかりっちに「夢なんて見るものじゃないんですね」と言った際、いかりっちから「夢を諦めるのか!この負け犬め!」「お前といると飯が不味くなる」と心無いいかりっちの言動を浴びせられ、我慢の限界に達したまめっちが家出をしてしまうといった、他人からの心無い言葉を受け流せず、真に受けてしまう場面が存在する。
1期の『みんなでたまごっち』では敵であるたまごっち（デビルっち一味など）に対して優しくする場面や、テレビアニメ『たまごっち!』ゆめきらドリーム編の第20話では、同居先のいかりっちとのトラブルで家出をし、敵であるスペイシーブラザーズがまめっちのためにごちそうした時に対して感謝するといった心の広さがうかがえる。また、『まんがで発見たまごっち』では、1巻のたまごっちキャラ図鑑①で「犬が苦手」「ケーキはミルフィーユが好き」「好きなゆで卵は半熟」という独自設定が描かれている。
3期の映画『えいがでとーじょー!たまごっち ドキドキ!うちゅーのまいごっち!?』では、妹のちゃまめっちの度重なる邪魔やわがままさに、つい心を鬼にして感情的になって𠮟っていたが、泣き出したちゃまめっちに対して謝罪するといったシーンや、『たまごっち!』ラブリーたまとも編の第6話で、たまともがまめっちを無視するのはバースデーパーティーのサプライズのためであるといった意図を察せずに、自分を仲間外れにしていると勝手に思い込んで不信感を抱いてしまったことに対してたまともに謝罪したり、『たまごっち!』ゆめきらドリーム編の第20話で、同居先のいかりっちとのトラブルで家出をし、ひめスペっちからの叱咤を受けた後、いかりっちの家に戻った際にいかりっちに謝罪をするシーンがあり、他人の気を遣っていることが見受けられる。
『たまごっちボン』では頭の良さはレベル10特上、大きさは150。他の公式資料や、コミカライズ版『だいすき』ではまめっちの姿のてんしっちも描かれている。

## 登場する主な作品

### 登場する主なアニメ・映画
- 『TVで発見!! たまごっち』
- 『たまごっちホントのはなし』
- 『たまごっち!（3期、主人公）』
- 『えいがでとーじょー! たまごっち ドキドキ! うちゅーのまいごっち!?（3期）』
- 『映画! たまごっち うちゅーいちハッピーな物語!?（3期）』

### 登場する主なコミカライズ作品・公式ムック
- 『たまごっちボン』
- 『どこどこたまごっち』
- 『まんがで発見たまごっち 爆笑4コマ劇場』（後藤英貴）※くちぱっちが主人公
- 『だいすき たまごっち』（りっち）
- 『みんなでたまごっち』（あべさより）※まめっちが主人公
- 『まるごとまんがでたまごっち』（きむらひろき他）
- 『てんしっちのたまごっち』（かなしろにゃんこ）※てんしっちが主人公

### 登場する主なゲーム
- 『ゲームで発見!! たまごっち無印』
- 『64で発見!! たまごっち みんなでたまごっちワールド』
- 『星で発見!! たまごっち（ゲスト）』
- 『セガサターンで発見!! たまごっちパーク』
- 『たまごっちタウン』

## 備考
- 名前の由来は「忠実（まめ）」から[要出典]で、初代たまごっちのキャラクターデザインを担当した渡辺けんじが命名した[4]。たまごっちの発案者である横井昭裕は当初、初代たまごっちのキャラクターは奇抜なデザインのもので統一したく思い、まめっちのような「可愛い」デザインのものは没にするつもりだったが、部下の田頭ひとみと渡辺けんじがどうしても残したいと主張し譲らなかったため、最終的に採用され、人気ダントツのキャラクターになった[5]。
- 『ゲームで発見!!たまごっち』では、嫌いな食べ物がないが、テレビアニメ版ではピーマンが苦手とされていた。
- 黒い耳は、ヤスコーン著作の『GOGO!たまたま たまごっち』（たまごっちプラスシリーズの漫画化作品）などで髪型として描写されている。一方『新種発見!!たまごっち』に登場するみみっち（後述）の黒い耳は帽子という設定である。
- 『マリオカート アーケードグランプリ2』に軽量級キャラクターとして登場。専用アイテムはまめブロック、ばぐばぐっち、ちびっこ薬。専用カートはスタンダード、初代たまごっち本体型の名無しのカート。
- 『えいがでとーじょー! たまごっち ドキドキ! うちゅーのまいごっち!?』ではマンホールに落ちたことがあり暗いところが苦手なことが判明した。
- 条件を満たすと、「エンたま」ではてんさいっち、「ふぁみたまロイヤル」ではえいゆうっちに変化する。
- 「たまデコピアス」にてチェンジできるのは「ロイヤルチェンジ!」ではまめのたままろ、「フェアリーチェンジ」ではフェアリーマーメ、ベイビー!?チェンジ!ではちびまめっち。チェンジできる条件は育成によって異なる。
- 『たまごっちユニ（2023年7月15日発売）』『たまごっちパラダイス（2025年7月12日発売予定）』ではデザインが変更されて、目のハイライトとチークが消え、1期に準じたデザインになっている。
- 1期の有料の公式資料『キャラクタープロフィール②』では「ゆで卵は半熟、ケーキはミルフィーユ、トイレは温水という拘りが強く、犬が苦手」という設定が明かされており、これは『まんがで発見』のまめっちのプロフィールにも採用されている。
- 『たまごっちボン』によると、1期の実機のまめっちのご飯の好みは豆ご飯であり、実機のごはんコマンドでは各キャラの好みに合わせて調理したご飯、おやつが出て来るが、実機の画面ではみんな同じご飯、おにぎり、飴、ケーキに変換される。尚、まめっち以外のご飯の好みは、ベビっちがミルク粥、まるっちがふりかけご飯、たまっちが炊き込みご飯、ぎんじろっちが銀シャリ、くちぱっちがチキンライス、おやじっちが鮭茶漬けである。
- スマホゲーム『たまごっちアドベンチャーキングダム』では目の青い瞳孔がない以外はテレビアニメ版に準じたデザインになっている。

## 関連キャラクター

### 初代たまごっちシリーズ
みみっち
『新種発見!!たまごっち』に登場。まめ属。うさぎのような白い体と黒い耳（帽子）が特徴。一人称は3期では「みみっち」。まめっちと直接的な関わりは無いが、ポジションは同じ。因みに初代たまごっちブーム初期の頃、まめっちは「みみっち」の俗称で呼ばれていた。
2期移行の『たまごっちプラス』シリーズにも継続して登場する。性別は現在はまめっちと対照的に、メスしかいない設定になった。
3期の『たまごっちスマート』では『パステルフレンズ』の追加キャラとして登場し、『たまごっちユニ』『たまごっちパラダイス』ではデフォルトで初期から登場しており、『たまごっちユニ』では看板キャラになった。『たまごっちパラダイス』では「ピンクランド」に登場。
たまっち
『元祖たまごっち』に登場。こどもっち。明るく元気、やんちゃで素直な子供らしい性格。一人称は「ぼく」。アダルトっちの後輩的存在。たまっちにならないと、まめっちにはなれない。
くろまめっち（初代）
『星で発見!たまごっち』に登場。まめっちに黒色の全身タイツを着せたような姿（第2期シリーズ以後のくろまめっちとは異なる）。IQ400の超天才だが、不真面目で礼儀知らずな、まめっちとは正反対な性格。性別は両方存在する。
ちょまめっち
『たまごっちオスっち』に登場。性別は♂。まめっちの耳を長くしたような姿。哲学的な性格。
ちょヒメっち
『たまごっちメスっち』に登場。性別は♀。ちょまめっちとはカップルのポジションにある。
まるみみっち
『たまごっちオスっち』に登場。性別は♂。まめっちの耳を丸くしたような姿。
みみこっち
『たまごっちメスっち』に登場。性別は♀。まるみみっちとはカップルのポジションにある。
デビルまめっち
『デビルっちのたまごっち』に登場。デビル界のまめっち。まぶたが半開きで、背中にコウモリのような羽が生えている。まめっちとは正反対で嘘つき、いい加減、無責任、腹黒い。
まめっち（弟）
『やさしいたまごっち』に登場。性別は♂。“やさしいまめっち”、略して“やさまめっち”を自称する。兄（当初は無性別設定だが）同様まじめで心優しい性格だが、語尾に必ず「ございます」を付けるなど喋り方は変。
ゲームのドット絵はまめっちと同じだが、イラスト上はまめっちより小柄で色薄に描かれる。

### たまごっちプラスシリーズ
やんぐまめっち
『祝ケータイかいツー!たまごっちプラス』から登場。性別は♂。まめっちにあこがれている。
ぱぱまめっち
まめっちの父親。性別は♂。科学者。
ままめっち
まめっちの母親。性別は♀。まめっちの友達と間違えられやすい。
ウラまめっち
『ウラじんせーエンジョイたまごっちプラス』に登場。プラス版のまめっちに尾が生えた姿で、お笑い好きな性格。
ウラやんぐまめっち
『ウラじんせーエンジョイたまごっちプラス』に登場。ウラまめっちを敵対している。
くろまめっち（二期）
「たまごっちスクール せーとぜーいんしゅーごっち!」から登場。性別は♂。まめっちが目つきが悪くなったようなたまごっち。性格はクール。アニメでの声優は加藤奈々絵。「たまごっちiD」以後、あるいはテレビアニメ『たまごっち!』で設定されている誕生日は7月19日。
ちゃまめっち
『いぇー!ふぁみりーイロイロ!たまごっちプラス』から登場。性別は♀。まめっちの妹。アニメでの声優は儀武ゆう子。『たまごっちiD』以後、あるいはテレビアニメ『たまごっち!』で設定されている誕生日は2月22日。
ちゃんとっち
『いぇー!ふぁみりーイロイロ!たまごっちプラス』に登場。メスのまめっち。

### たまごっちカラーシリーズ
まめまめっち
テレビアニメ『たまごっち!』に登場。性別は♂。まめっちの先祖。アニメでの声優は斎藤千和。
ひめスぺっち
テレビアニメ『たまごっち!』から登場。性別は♀。実機では『たまごっちiDL Princess Spacy ver.』から登場。まめっちにギガキュンしている。
まめラブひめスペ
『たまごっち4U』に登場。まめっちのコスプレをしたひめスぺっち。
マメノオトシゴ
『たまごっちスマート』のマリンチェンジシリーズに登場する、まめっちとタツノオトシゴを模したキャラクター。性別は♂。語尾は「～タツ」。
まめキュラっち
『たまごっちスマート』のマジカルチェンジシリーズに登場する、まめっちと吸血鬼を模したキャラクター。性別は♂。語尾は「～キュラ」。
マメエル
『たまごっちユニ』の『エンジェルフェスティバル』に登場する、まめっちと天使を模したキャラクター。性別は♂。
マメゴン
『たまごっちユニ』の『モンスターカーニバル』に登場する、まめっちと怪獣を模したキャラクター。性別は♂。